# ネヴィル・ブルワー＝リットン
第3代リットン伯爵ネヴィル・スティーヴン・ブルワー＝リットン（英: Neville Stephen Bulwer-Lytton, 3rd Earl of Lytton、1879年2月6日 - 1951年2月9日）は、イギリスの画家、貴族。

## 人物
祖父は小説家のエドワード・ブルワー＝リットン、父はインドの総督を務めた初代リットン伯ロバート・ブルワー＝リットン、兄はリットン調査団で知られるヴィクター・ブルワー＝リットン。生誕時の姓はブルワー＝リットンだったが、後にリットンに改姓した。
インドのコルカタに生まれる。父が在フランスイギリス大使として駐在したパリで少年時代を過ごし、ピエール・ボナールのもとで絵画を学んだ。イートン・カレッジおよびパリのエコール・デ・ボザールで教育を受け、1899年に詩人バイロンの曾孫でエイダ・ラブレスの孫にあたるジュディス・ブラントとブルワー＝リットン家の屋敷であるネブワース・ハウスの近くの教会で結婚した。ジュディスとの結婚生活は1923年に終わったが、その間に一男二女を、その後再婚したサンドラ・フォルテルとの間にさらに一女をもうけた。
1900年から1940年まで画家として活動、主に肖像画を描き、イギリスやフランスで作品を発表した。初期作品には第一次世界大戦中に西部戦線でソンムの戦いに赴いた際に目にした、前線の兵士たちの姿や塹壕のある風景などのスケッチがある。

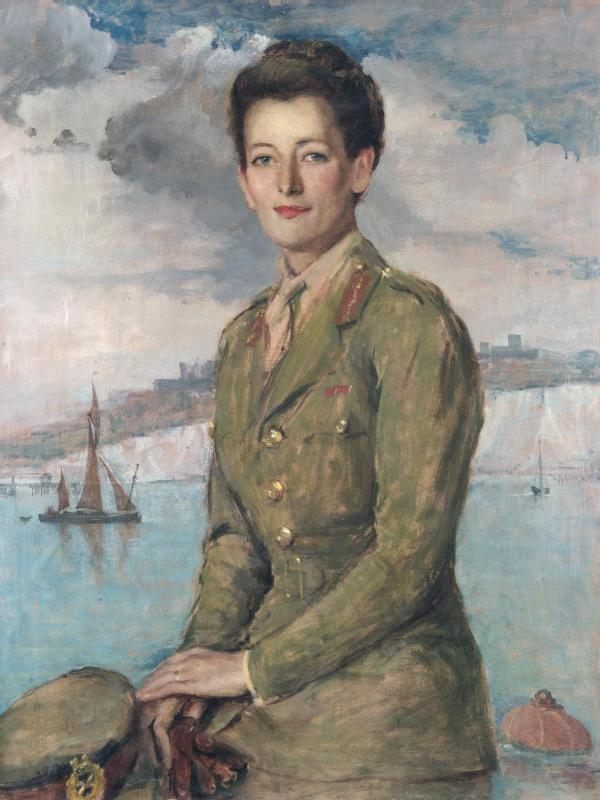
ブルワー＝リットンの描いた肖像画、「Mrs Jean Knox」

1904年、リアルテニスでイギリスにおけるアマチュア国内チャンピオンとなる。1908年、ロンドンで開催されたオリンピックのジュ・ド・ポーム競技に出場、3位となった。
1947年、兄ヴィクターの爵位を継いで3代リットン伯爵となり、没後に息子のノエルがこれを継いだ。

## 栄典

### 爵位/準男爵位
1947年10月25日の兄ヴィクター・ブルワー＝リットンの死去により以下の爵位を継承。
- ダービー州におけるリットンの第3代リットン伯爵 (3rd Earl of Lytton, of Lytton in the County of Derby)
(1880年4月28日の勅許状による連合王国貴族爵位)
- ハートフォード州におけるネブワースの第3代ネブワース子爵 (3rd Viscount Knebworth, of Knebworth in the County of Hertford)
(1880年4月28日の勅許状による連合王国貴族爵位)
- ハートフォード州におけるネブワースの第4代リットン男爵 (4th Baron Lytton of Knebworth in the County of Hertford)
(1866年7月14日の勅許状による連合王国貴族爵位)
- (ハートフォード州におけるネブワースの)第4代準男爵 (4th Baronet "of Knebworth in the County of Hertford")
(1838年7月18日の勅許状による連合王国準男爵位)

### 勲章
- 1918年、大英帝国勲章オフィサー (Officer, Order of the British Empire, OBE)[1][2]

## 家族
1899年2月2日に第16代ウェントワース女男爵ジュディス・ブルント(1873-1957)と結婚。彼女との間に以下の3子を儲けた。
- 第1子(長男)ノエル・アンソニー・スコーウェン・リットン＝ミルバンク（英語版） (Noel Anthony Scawen Lytton-Milbanke, 1900-1985) - 第4代リットン伯爵位を継承
- 第2子(長女)アン・リットン (Anne Lytton, 1901-1979)
- 第3子(次女)ウィンフリッド・リットン (Winifred Lytton, 1904-)